# Pocałunek śmierci (film 1995)
Pocałunek śmierci (oryginalny tytuł Kiss of Death) – amerykański film z gatunku dreszczowców. Remake filmu o tym samym tytule z 1947 roku.  
Występują między innymi David Caruso, Samuel L. Jackson, Nicolas Cage, Stanley Tucci, Ving Rhames i Helen Hunt. Film zarobił w Stanach Zjednoczonych prawie 15 milionów dolarów.

## Fabuła
Jimmy Kilmartin (David Caruso) przebywa na zwolnieniu warunkowym. Ulega namowom przyjaciół i bierze udział w napadzie. Zostaje schwytany. Detektyw Calvin Hart (Samuel L. Jackson) proponuje mu układ - odzyska wolność, jeśli dostarczy informacje, które pomogą w ujęciu groźnego gangstera. Jimmy decyduje się na współpracę z policją. Czeka go wiele ryzyka i niespodzianek.

## Obsada
- David Caruso - Jimmy Kilmartin
- Samuel L. Jackson - Calvin
- Nicolas Cage - Little Junior Brown
- Helen Hunt - Bev Kilmartin
- Kathryn Erbe - Rosie Kilmartin
- Stanley Tucci - Frank Zioli
- Michael Rapaport - Ronnie
- Ving Rhames - Omar
- Philip Baker Hall - Big Junior Brown
- Anthony Heald - Jack Gold
- Angel David - J.J.

i inni. 